# Isabeau Vincent
Isabeau Vincent, bergère à Saou (aux environs de Crest, dans la Drôme) à la fin du XVIIe siècle, est devenue emblématique du mouvement des Petits Prophètes. Ce prophétisme populaire s’est développé dans le Dauphiné, le Vivarais et les Cévennes, à la suite de la révocation de l'édit de Nantes qui interdit le culte protestant en 1685.

## Biographie

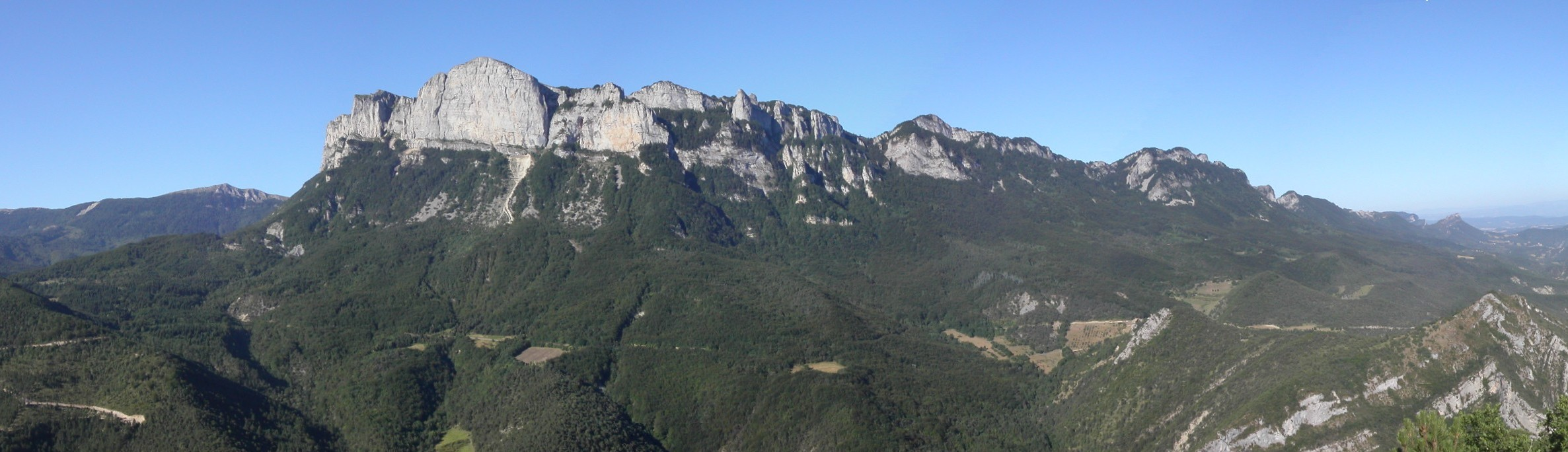
La forêt de Saou et les Trois Becs

Le 3 février 1688, Isabeau Vincent, âgée de quinze ans, appelle à la repentance, annonce le pardon de Dieu et la délivrance prochaine, et elle exhorte à la foi en Jésus-Christ seul, dans la ligne de la foi protestante qui est la sienne. Ses paroles évoquent également les abus du clergé, critique le culte des saints, la doctrine catholique de la communion sous une forme qui rappelle l'enseignement pastoral et se coule dans un langage biblique. L’historienne Marianne Carbonnier-Burkard décrit ainsi sa manière de procéder : « […] illettrée et patoisante, elle prêche en dormant, “parlant bon français”, et attire pendant plusieurs mois, en 1688, une foule subjuguée ». Un avocat, Gerlan, recueille précisément ses paroles, et les transmet, dans une lettre du 14 juin 1688, au Refuge à Amsterdam, où elles sont imprimées avant de revenir en France. Elles circulent ensuite sous forme manuscrite, recopiées, dans les familles protestantes,. 

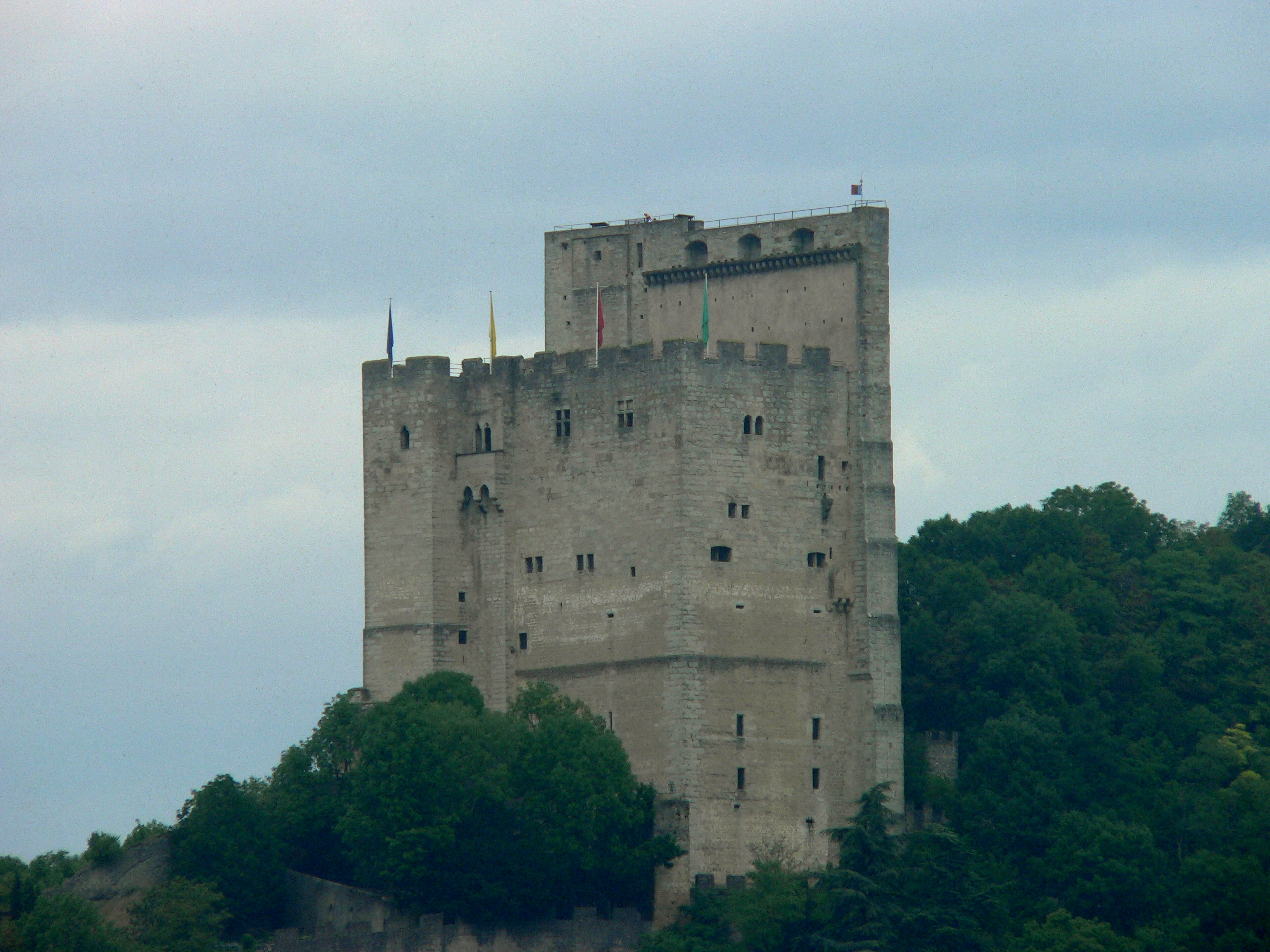
La tour de Crest où les protestants étaient interrogés.

Finalement arrêtée le 8 juin 1688, elle est longuement interrogée à Crest puis emprisonnée. Sa trace se perd après qu'elle est enfermée dans un couvent de Grenoble. Mais son exemple a nourri une veine prophétique ultérieure en Dauphiné d'abord, où de jeunes gens de l'âge d'Isabeau Vincent, souvent illettrés et d'origine modeste, expriment leur résistance spirituelle face aux persécutions dont ils sont victimes. Le mouvement gagne ensuite l'Ardèche en janvier 1689. Ce mouvement disparaît ensuite, mais selon Philippe Joutard, il a entretenu « une forme de résistance d'autant plus efficace qu'elle libérait les protestants de leur culpabilité et leur redonnait espoir ».
Sa mémoire a également encouragé, jusqu’au XXIe siècle, les femmes désirant affirmer une vocation pastorale au sein du protestantisme, à l’image de Madeleine Blocher-Saillens, pasteure baptiste dès 1929 en France. Elle se réclame de son exemple et cite Michelet qui, dans son Histoire de France, souligne que « la belle Isabeau n’était pas seulement une prophétesse remarquable, elle communiquait l’esprit prophétique à ceux qui l’écoutaient ».